# ميريام ماكيبا
كانت زينزيل ميريام ماكيبا (4 مارس 1932 – 9 نوفمبر 2008) الملقبة بماما أفريقيا، مغنية من جنوب أفريقيا، وكاتبة أغاني، وممثلة، وسفيرة الأمم المتحدة للنوايا الحسنة، وناشطة في الحقوق المدنية. كما ارتبطت بعدة أنواع موسيقية بما في ذلك الأفروبوب (الموسيقى الشعبية الأفريقية)، وموسيقى الجاز، وموسيقى العالم، وكانت مناهضة ضد الأبارتايد وحكومة الأقلية البيضاء في جنوب أفريقيا.
ولدت في جوهانسبرغ لأب وأم من قبيلة سوازي وكوسيون، أُجبرت ماكيبا في البحث عن عمل وهي طفلة بعد وفاة والدها. يُزعم أنها حظيت بزواج أول قصير ومتعسف في سن 17، وأنجبت طفلتها الوحيد في عام 1950، ونجت من سرطان الثدي. ظهرت موهبتها الصوتية عندما كانت طفلة، وبدأت في الغناء بشكل احترافي في خمسينيات القرن العشرين، مع ذا كوبان بروزيرس، وذا مانهاتن بروزيرس، ومع فرقة نساء سكايلاركس، التي تؤدي مزيجًا من موسيقى الجاز، والألحان الأفريقية التقليدية، والموسيقى الشعبية الغربية. في عام 1959، كان لماكيبا دور قصير في الفيلم المناهض للأبارتايد كام باغ أفريكا، الذي لفت لها الانتباه الدولي، ودفعها للأداء في البندقية، ولندن، ونيويورك. في لندن، التقت بالمغني الأمريكي هاري بيلانفانتي، الذي أصبح معلمًا وزميلًا. انتقلت إلى مدينة نيويورك، حيث لمع نجمها على الفور، وسجلت أول ألبوم منفرد لها في عام 1960. منعت حكومة البلاد محاولتها في العودة إلى جنوب إفريقيا في ذلك العام لحضور جنازة والدتها.
ازدهرت مسيرة ماكيبا المهنية في الولايات المتحدة، وأصدرت العديد من الألبومات والأغاني، أشهرها «باتا باتا» (1967). إلى جانب بيلانفانتي، حصلت على جائزة غرامي عن ألبومها عام 1965 أمسية مع بيلانفانتي/ ماكيبا. أدلت بشهادتها ضد حكومة جنوب إفريقيا في الأمم المتحدة وانخرطت في حركة الحقوق المدنية. تزوجت من ستوكلي كارمايكل، زعيم حزب الفهود السود، في عام 1968. ونتيجة لذلك، فقدت الدعم من الأمريكيين البيض. ألغت الحكومة الأمريكية تأشيرتها أثناء سفرها للخارج، ما دفعها هي وكارمايكل إلى الانتقال إلى غينيا. استمرت في الأداء، غالبًا في البلدان الأفريقية، كما غنت في احتفالات الاستقلال. بدأت في كتابة وأداء الموسيقى التي تنتقد الأبارتايد بشكل أكثر صراحة. كانت أغنية «سويتو بلوز» عام 1977، التي كتبها زوجها السابق هيو ماسيكيلا، تدور حول انتفاضة سويتو. بعد إلغاء نظام الأبارتايد في عام 1990، عادت ماكيبا إلى جنوب إفريقيا. واصلت التسجيل والأداء، وأصدرت ألبوم عام 1991 مع نينا سيمون وديزي غيليسبي، وظهرت في فيلم عام 1992 بعنوان سارافينا!. عُينت سفيرة النوايا الحسنة للأمم المتحدة في عام 1999، وقامت بحملات لأسباب إنسانية. توفيت بنوبة قلبية خلال حفل موسيقي عام 2008 في إيطاليا.
كانت ماكيبا من أوائل الموسيقيين الأفارقة الذين حصلوا على اعتراف عالمي. حيث عرّفت الجمهور الغربي بالموسيقى الأفريقية، وروجت الموسيقى العالمية والأفروبوب. كما قدمت عدد من الأغاني الشعبية التي تنتقد الأبارتايد، وأصبحت رمزًا لمعارضة النظام، لا سيما بعد إلغاء حقها في العودة. ولدى وفاتها، قال رئيس جنوب أفريقيا السابق نيلسون مانديلا إن «موسيقاها ألهمت شعورًا قويًا بالأمل فينا جميعًا».

## سنواتها المبكرة

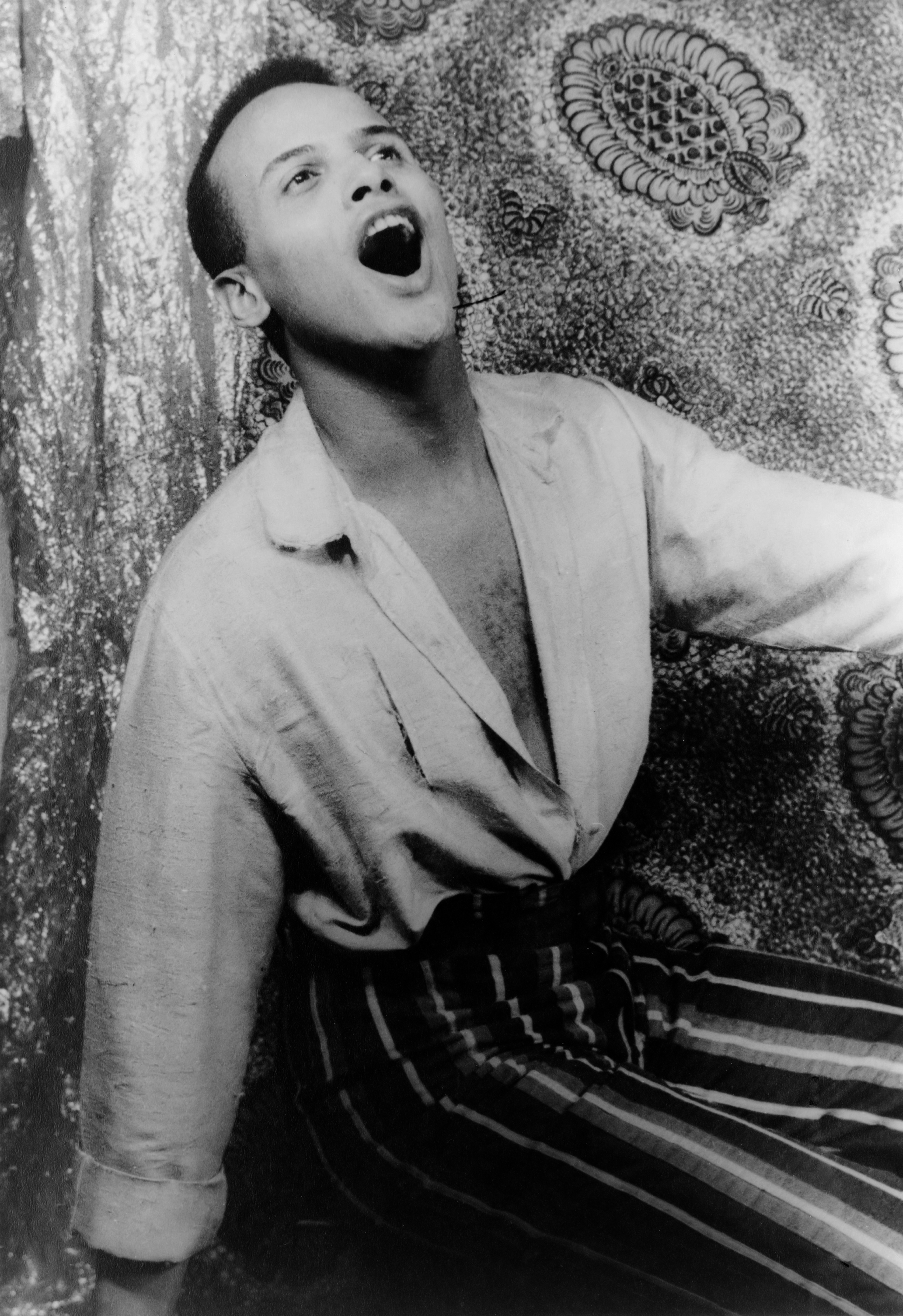
هاري بيلافونت - 1954

### فترة طفولتها وأسرتها
ولدت زينزيل ميريام ماكيبا في 4 مارس عام 1932 في منطقة بروسبكت السوداء، بالقرب من جوهانسبرغ. كانت والدتها من قبيلة سوازي، كريستينا ماكابا، وعملت سانغوما أو معالجة تقليدية، وعاملة منزلية. وأما الدها فكان من قبيلة كوسيون، كاسويل ماكيبا، وعمل مدرسًا، ومات عندما كانت في السادسة من عمرها. قالت ماكيبا في وقت لاحق إنه قبل الحمل، حُذرت والدتها من أن أي حمل في المستقبل قد يكون قاتلًا. لم يبدو أن ميريام ولا حتى والدتها كانتا ستبقيان على قيد الحياة بعد المخاض الصعب والولادة. جدة ميريام، التي حضرت الولادة، كانت تتمتم في كثير من الأحيان «يوزينزيل»، وهي كلمة كوسية تعني «تسببت بهذا لنفسك»، لوالدة ميريام أثناء فترة شفائها، ما ألهمها لإعطاء ابنتها اسم «زينزيل».
عندما كانت ماكيبا تبلغ من العمر ثمانية عشر يومًا، ألقي القبض على والدتها وحُكم عليها بالسجن ستة أشهر لبيعها أومكومبوتي، وهي بيرة محلية الصنع تُصنع من الشعير ودقيق الذرة. لم تستطع الأسرة تحمل الغرامة الصغيرة المطلوبة لتجنب عقوبة السجن، وقضت ميريام الأشهر الستة الأولى من حياتها في السجن. عندما كانت طفلة، غنت ماكيبا في جوقة معهد تدريب كيلنرتون في بريتوريا، وهي مدرسة ابتدائية ميثودية سوداء بالكامل التحقت بها لمدة ثماني سنوات. أثنت المدرسة على موهبتها في الغناء. عُمدت ماكيبا بروتستانتيًا، وغنت في جوقات الكنيسة بالإنجليزية، والكوسية، والسوتية، والزولوية.  قالت لاحقًا إنها تعلمت الغناء باللغة الإنجليزية قبل أن تتمكن من إتقان اللغة.
انتقلت العائلة إلى ترانسفال عندما كانت ماكيبا طفلة. بعد وفاة والدها، اضطرت للبحث عن عمل. عملت في الخدمة المنزلية، وعملت مربية. وصفت نفسها بأنها خجولة في ذلك الوقت. كانت والدتها تعمل لدى العائلات البيضاء في جوهانسبرغ، وكان عليها أن تعيش بعيدًا عن أطفالها الستة. عاشت ماكيبا لفترة مع جدتها وعدد كبير من أبناء عمومتها في بريتوريا. تأثرت ماكيبا بالأذواق الموسيقية لعائلتها. عزفت والدتها على العديد من الآلات الموسيقية التقليدية، ومان شقيقها الأكبر يجمع الأسطوانات، بما في ذلك أسطوانات أغاني ديوك إلنغتون وإيلا فيتزجيرالد، وعلم ماكيبا بعض الأغاني. كان والدها يعزف على البيانو، وأصبح ميله الموسيقي لاحقًا عاملًا في قبول عائلة ماكيبا لما كان يُنظر إليه على أنه اختيار فاضح للمهنة.
في عام 1949، تزوجت ماكيبا من جيمس كوبي، وهو شرطي تحت التدريب، وأنجبت منه طفلتها الوحيدة، بونجي ماكيبا، في عام 1950. ثم شُخصت ماكيبا بسرطان الثدي، وتركها زوجها، الذي قيل إنه كان يضربها، بعد زواج دام عامين. بعد عقد من الزمان تغلبت على سرطان عنق الرحم عن طريق استئصال الرحم.

## السيرة المهنية
منذ بداية الخمسينيات من القرن العشرين أصبحت ميريام ماكيبا تشق أجواء الشهرة بأغانيها التي بثتها لواعج المضطهدين من أبناء بلدها وجلدها ولونها، وشيئا فشيئا بدأت تجر عليها غضب السلطات إلى أن تقرر نفيها خارج البلاد وتجريدها من جنسيتها. سنة 1956 قادها القدر بعد لجوئها للولايات المتحدة الأميركية إلى أن تصبح عضوا في المجموعة الغنائية الشهيرة "منهاتن براذرز"، وهناك غيرت اسمها وأصبحت تدعى مريم بعد أن كان اسمها الحقيقي «أوزنزيل» الذي يعني «لا تلومن إلا نفسك».
مثلت أسطورة الغناء في جنوب أفريقيا ميريام ماكيبا التي توفيت عن 76 عاما بعد حفل أقامته في إيطاليا، أحد أهم الأصوات المناهضة لنظام الفصل العنصري ودفعت ثمناً لالتزامها أكثر من ثلاثين عاما في المنفى. طردت المرأة التي «لم تغن يوما السياسة بل الحقيقة» من بلدها ولم تعد إليها إلا بعد ثلاثين عاماً إثر الإفراج عن نلسون مانديلا الذي أصبح أول رئيس أسود لجنوب أفريقيا.
وقال مانديلا إثر إعلان وفاتها إنها «كانت السيدة الأولى للغناء في جنوب أفريقيا، وتستحق لقب أم أفريقيا. كانت أم معركتنا وأم شعبنا الفتي». وقال الزعيم الإفريقي الكبير إن «أغانيها حملت ألم المنفى والبعد الذي شعرت به طوال 31 عاماً وموسيقاها اعطتنا شعورا عميقا بالامل».
أما الولايات المتحدة فأشادت بماكيبا التي وقالت إنها «أسطورة في الموسيقى». وقال المتحدث باسم وزارة الخارجية الأميركية شون ماكورمك أن «الولايات المتحدة تقدم تعازيها لأسرة ميريام ماكيبا وشعب جنوب أفريقيا بعد وفاة أسطورة الموسيقى هذه فجأة».
وقالت الخارجية الاميركية في بيانها ان ميريام ماكيبا «كانت نجمة الهمت جنوب أفريقيا خلال وبعد نضالها من اجل انهاء الفصل العنصري».
واوضح ماكورمك ان ماكيبا «كانت مصدر وحي وامل لضحايا القمع في جنوب أفريقيا الذين توجهت اليهم بالموسيقى بعد إبعادها ثلاثين عاما من بلدها بسبب آرائها السياسية».
واضاف «بعد انتهاء الفصل العنصري عادت إلى جنوب أفريقيا الديمقراطية الفتية لتلعب دورا ايجابيا بموسيقاها».
ولدت ميريام ماكيبا في الرابع من آذار/مارس 1932 في جوهانسبورغ لابوين من عرقين مختلفين مختلفتين اسمياها زينزي الذي يعني بلغة الزولو «لا تلومي غير نفسك».
وقد بدأت الغناء في وقت مبكر في الاعراس والحفلات.
وفي العشرين من العمر التحقت بفريق مانهاتن براذرز الذي أطلق عليها اسم ميريام ثم بفرقة سكايلاركس التي لم تكن تضم سوى نساء.
وبينما كانت تقوم بجولة في 1959، ابلغت في مهرجان البندقية انها غير مرغوب فيها في جنوب أفريقيا لمشاركتها في فيلم وثائقي عن نظام الفصل العنصري بعنوان «عودي الينا يا أفريقيا».
ولجأت إلى لندن ثم توجهت إلى الولايات المتحدة حيث اكتسبت شهرة بعد اغنيتها «باتا باتا» التي كتبتها عام 1956 وتناقلتها اجيال بعد ذلك.
ومنذ ذلك الحين اطلقت اغاني تمزج بين البلوز والجاز نالت شهرة واسعة من بينها «ذي كليك سونغ» و«مالايكا» واصدرت حوالي ثلاثين اسطوانة.
وقد امضت 31 عاما في المنفى، وهو ثمن معركتها ضد النظام العنصري في جنوب أفريقيا الذي ادانته حتى امام الأمم المتحدة في 1961، مما دفع نظام بريتوريا إلى تجريدها من جنسيتها ومنع اغانيها في جنوب أفريقيا.
وعادت إلى بلدها للمرة الأولى في 1990 بعدما اقنعها بذلك مانديلا، وذلك قبل أربعة اعوام من انتهاء نظام الفصل العنصري.
وعادت أم أفريقيا إلى وطنها بجواز سفر فرنسي كان واحدا من عدة جوازات منحتها لها دول أخرى، ختم بتأشيرة مدتها ستة أيام.
واحتفل صوت ميريام ماكيبا بكل الاستقلالات في القارة السوداء ما اكسبها لقب «ام أفريقيا».
كما غنت مع هاري بيلافونت الذي كان يرعاها في بداياتها بمناسبة عيد ميلاد الرئيس جون كينيدي في عام 1962.
وفي 1966 منحت ميريام ماكيبيا جائزة غرامي لإحدى مجموعاتها الغنائية.
وفي الولايات المتحدة كانت ميريام ماكيبا قريبة من نينا سيمون وديزي غيليبسي وعاشت مع عازف البوق الجنوب أفريقي هيوغ ماسيكيلا ثم مع ستوكلي كارمايكل زعيم حركة القوة السوداء غير ان واشنطن اعتبرت ماكيبا وكارمايكل غير مرغوب فيهما فلجآ إلى غينيا في عام 1973 ثم انفصلا هناك.
وفي غينيا أيضا توفيت ابنتها الوحيدة بونجي التي انجبتها من زواج سابق في سن السابعة عشرة.
وفي عام 1985 توجهت ماكيبا إلى بروكسل للإقامة فيها.
وفي السبعينات والثمانيات كانت اغاني ماكيبا تتردد في جميع أنحاء العالم وشاركت في مهرجانات عدة للجاز.
وفي 1987 قامت بجولة مع المغني بول سايمون ثم نشرت بعيد ذلك مذكراتها «ماكيبا: قصتي».
وأخيرا وفي 1992 عادت إلى جنوب أفريقيا لتقيم في الضاحية الشمالية لجوهانسبورج حيث يحييها الناس يوميا بسؤال «كيف حالك ايتها الام؟».
وهناك اسست هذه المناضلة ضد كل اشكال الظلم مركزا لاعادة تأهيل المراهقات المشردات.
وفي 2005، قامت ماكيبا بجولتها الأخيرة في العالم وقالت حينها «يجب أن اذهب إلى العالم لاشكره واودعه.. بعد ذلك سابقى في بيتي مثل جدة.. واريد ان ينثر رمادي في المحيط الهندي لاتمكن من الإبحار مجددا إلى كل هذه الدول».

## روابط خارجية
- ميريام ماكيبا على موقع IMDb (الإنجليزية)
- ميريام ماكيبا على موقع الموسوعة البريطانية (الإنجليزية)
- ميريام ماكيبا على موقع مونزينجر (الألمانية)
- ميريام ماكيبا على موقع ألو سيني (الفرنسية)
- ميريام ماكيبا على موقع ميوزك برينز (الإنجليزية)
- ميريام ماكيبا على موقع أول موفي (الإنجليزية)
- ميريام ماكيبا على موقع قاعدة بيانات برودواي على الإنترنت (الإنجليزية)
- ميريام ماكيبا على موقع قاعدة بيانات الأفلام السويدية (السويدية)
- ميريام ماكيبا على موقع أول ميوزيك (الإنجليزية)
- ميريام ماكيبا على موقع ديسكوغز (الإنجليزية)